# Бернський університет прикладних наук
Бернський університет прикладних наук (нім. Berner Fachhochschule) — університет, розташований в Берні, у німецькій частині Швейцарії.

## Структура
Бернський університет прикладних наук має такі відділи:
- Інженерії та інформаційних технологій,
- Архітектури, деревообробки та будівництва,
- Прикладної економіки та управління, охорони здоров'я, соціальної роботи,
- Бернський коледж мистецтв,
- Сільськогосподарський коледж,
- Інститут спорту Магглінген.